# Комрон Турсунов
Комрон Абдурасулович Турсунов (тадж. Комрон Турсунов, нар. 24 квітня 1996) — таджицький футболіст, нападник клубу «Мохун Баган». Виступав, зокрема, за клуби «Регар-ТадАЗ» та «Істіклол», а також національну збірну Таджикистану.

## Клубна кар'єра
У дорослому футболі дебютував 2015 року виступами за команду клубу «Регар-ТадАЗ», в якій провів два сезони, взявши участь у 57 матчах чемпіонату.  Більшість часу, проведеного у складі «Регар-ТадАЗ», був основним гравцем атакувальної ланки команди. У складі «Регар-ТадАЗ» був одним з головних бомбардирів команди, маючи середню результативність на рівні 0,4 голу за гру першості.
Своєю грою за цю команду привернув увагу представників тренерського штабу клубу «Істіклол», до складу якого приєднався 2018 року. Відіграв за команду з Душанбе наступний сезон своєї ігрової кар'єри. Граючи у складі «Істіклола» також здебільшого виходив на поле в основному складі команди. У серпні 2019 року побував спочатку на двотижневому перегляді в Утрехті, а потім — у норвезькому «Русенборзі».
До складу клубу «Мохун Баган» приєднався 21 грудня 2019 року. Станом на 27 жовтня 2019 року відіграв за клуб з Колкати 31 матч у національному чемпіонаті.

## Виступи за збірну
2 жовтня 2018 року дебютував у складі національної збірної Таджикистану в поєдинку проти Непалу.

## Статистика виступів

### Клубна кар'єра
Станом на 24 листопада 2019
| Клуб              | Сезон             | Ліга                   | Ліга  | Ліга | Нац. кубок | Нац. кубок | Конт. кубок | Конт. кубок | Інші  | Інші | Загалом | Загалом |
| Клуб              | Сезон             | Дивізіон               | Матчі | Голи | Матчі      | Голи       | Матчі       | Голи        | Матчі | Голи | Матчі   | Голи    |
| ----------------- | ----------------- | ---------------------- | ----- | ---- | ---------- | ---------- | ----------- | ----------- | ----- | ---- | ------- | ------- |
| «Регар-ТадАЗ»     | 2015              | Чемпіонат Таджикистану | 18    | 7    |            | 5          | -           | -           | -     | -    | 18      | 12      |
| «Регар-ТадАЗ»     | 2016              | Чемпіонат Таджикистану | 18    | 8    |            | 4          | -           | -           | -     | -    | 21      | 12      |
| «Регар-ТадАЗ»     | 2017              | Чемпіонат Таджикистану | 21    | 8    |            | 3          | -           | -           | -     | -    | 21      | 11      |
| «Регар-ТадАЗ»     | Total             | Total                  | 57    | 23   |            | 12         | -           | -           | -     | -    | 57+     | 35      |
| «Істіклол»        | 2018              | Чемпіонат Таджикистану | 16    | 2    | 6          | 2          | 1           | 0           | 1     | 0    | 24      | 4       |
| «Істіклол»        | 2019              | Чемпіонат Таджикистану | 15    | 1    | 3          | 1          | 5           | 0           | 1     | 0    | 24      | 2       |
| «Істіклол»        | Загалом           | Загалом                | 31    | 3    | 9          | 3          | 6           | 0           | 2     | 0    | 48      | 6       |
| Усього за кар'єру | Усього за кар'єру | Усього за кар'єру      | 88    | 26   | 9          | 15         | 6           | 0           | 2     | 0    | 105     | 41      |

### У збірній
| національна збірна Таджикистану | національна збірна Таджикистану | національна збірна Таджикистану |
| Рік                             | Матчі                           | Голи                            |
| ------------------------------- | ------------------------------- | ------------------------------- |
| 2018                            | 7                               | 2                               |
| 2019                            | 7                               | 2                               |
| Загалом                         | 14                              | 4                               |

Станом на 9 листопада 2019

#### Голи за збірну
Рахунокта результат збірної Таджикистану знаходиться в таблиці на першому місці.
| №  | Дата          | Місце                                      | Суперник  | Рахунок | Результат | Змагання                      |
| -- | ------------- | ------------------------------------------ | --------- | ------- | --------- | ----------------------------- |
| 1. | 2 жовтня 2018 | Сілгет Інтернешнл Крикет, Сілет, Бангладеш | Непал     | 2–0     | 2–0       | Кубок Бангабандху 2018        |
| 2. | 9 жовтня 2018 | Кокс-Базар, Кокс-Базар, Бангладеш          | Філіппіни | 1–0     | 2–0       | Кубок Бангабандху 2018        |
| 3. | 7 липня 2019  | Арена, Ахмедабад, Індія                    | Індія     | 1–2     | 4–2       | Міжконтинентальний кубок 2019 |
| 4. | 10 липня 2019 | Арена, Ахмедабад, Індія                    | Сирія     | 1–0     | 2–0       | Міжконтинентальний кубок 2019 |

## Досягнення

### Клубні
«Істіклол»
- Чемпіонат Таджикистану
  -  Чемпіон (2): 2018[4], 2019[5]

- Кубок Таджикистану
  -  Володар (1): 2019[6]

- Суперкубок Таджикистану
  -  Володар (2): 2018, 2019[7]